# Antoni Szałowski
Antoni Szałowski   (Varsòvia, 21 d'abril de 1907 - 13è districte de París, 21 de març de 1973) fou un compositor francopolonès.

## Biografia
Szałowski va rebre lliçons de violí del seu pare el 1912 i va estudiar, entre 1919 i 1930, piano al Conservatori de Varsòvia, amb Paweł Lewiecki, composició amb Kazimierz Sikorski i direcció amb Grzegorz Fitelberg. Des del 1931 fins al 1936 continuà estudiant composició amb Nadia Boulanger a París. Va tenir el seu primer èxit com a compositor amb la seva Uwertura ("Obertura"), que es va fer a París i aviat es va trobar al repertori de moltes orquestres, i a l'Exposició mundial de París de 1937 va rebre una medalla d'or.
Des del 1931 Szałowski va ser membre de l'Associació de Joves Músics Polonesos de París (Stowarzyszenie Młodych Muzyków Polaków w Paryżu, SMMP); el 1933 va esdevenir-ne el seu tresorer, el 1936 vicepresident i el 1938 després del seu retorn a Polònia es va convertir en president. Després de l'esclat de la Segona Guerra Mundial, es va oferir voluntari a l'exèrcit polonès a França, però no va ser mobilitzat. Va viure al sud de França fins al 1945, després de la qual cosa va tornar a París.
Després de la guerra, les seves obres es representaren en nombrosos concerts i festivals internacionals de música nova. A Polònia, durant el procés d 'estalinització després de la seva simfonia (1950), les seves composicions no es van tocar durant diversos anys. La seva "Obertura" es va interpretar per primera vegada a la Tardor de Varsòvia el 1956, i el 1962 es va estrenar la seva òpera Zaczarowanej oberży al Gran Teatre de Varsòvia (amb canvis al llibret realitzats sense el seu coneixement).
Des de 1966, Szałowski va viure a Franconville, (Val-d'Oise) a prop de París. Des del final de la guerra, principalment va escriure obres per a la ràdio francesa. No va ser fins al 1970 que va rebre la ciutadania francesa amb el suport de Nadia Boulanger.

## Obres
- Trio per a violí, violoncel i piano (1926)
- Dwie pieśni per a veu i orquestra (1927)
- Wariacje symfoniczne (1928)
- Kwartet smyczkowy nr 1 (1928)
- Preludi per a violí i piano (1928)
- Mazurek per a piano (1928)
- Kaprys per a orquestra (1929)
- Koncert fortepianowy (1930)
- Sonet per a orquestra de cambra i soprano (1931)
- Suita per a violí i piano (1931)
- Sonata fortepianowa (1932)
- Kołysanka per a violí i piano (1932)
- Partita per a violoncel (1933)
- Sonatina nr 1 für Klavier (1933)
- Kwartet smyczkowy nr 2 (1934)
- Andante per a violí i piano (1934)
- Melodia per a piano (1935)
- Trzy pieśni dla Zygmunta per a veu i piano (1935)
- Aria i burleska per a violoncel i piano (1936)
- Uwertura per a orquestra (1936)
- Kwartet smyczkowy nr 3 (1936)
- Trio per a oboè, clarinet i fagot (1936)
- Mała humoreska per a piano (1936)
- Sonatina per a clarinet i piano (1936)
- Perpetuum mobile per a piano (1936)
- Symfonia (1939)
- Duo per a flauta i clarinet (1939)
- Kolędy per a veu i orgue (1939)
- Sinfonietta per a orquestra simfònica (1940)
- Duet per a violí i violoncel (1941)
- Concertino per a orquestra de cambra (1942)
- Partita per a orquestra (1942)
- Trzy pieśni ludowe per a soprano i piano (1942)
- Trzy utwory per a harmònium (1943)
- Zaczarowana oberża versió escènica – ballet, versió de concerts - fragments simfònics (1945)
- Sonatina per a oboè i piano (1946)
- Pastorales per a flauta i trio de corda (1947)
- Tryptyk per a orquestra simfònica (1950)
- Divertimento baletowe per a orquestra (1950)
- Dwie pieśni ludowe per a veu i piano (1950)
- Study per a piano (1950)
- Concertino per a flauta i orquestra de corda (1951)
- Utwory dla dzieci per a violí i piano (1951)
- Suita per a orquestra simfònica (1952)
- Musique de brasserie per a orquestra de cambra (1952)
- Ametyst per a clavicèmbal (1953)
- Indicatifs per a dues trompetes i tambor (1953)
- Koncert skrzypcowy (1954)
- Partita per a orquestra de cambra (1954)
- Kwintet per a flauta, oboè, clarinet, fagot i trompa (1954)
- L'autre per a cor i orquestra de cambra (1954)
- Divertimento per a oboè, clarinet i fagot (1955)
- Radio-musique per a orquestra (1955)
- Kwartet smyczkowy nr 4 (1956)
- Pieśni ludowe per a veu i piano (1956)
- Aria i toccata per a orquestra de cambra (1957)
- Sonatina nr 2 für Klavier (1957)
- Bagatela per a orquestra (1958)
- Moto perpetuo per a orquestrar (1958)
- Mały kaprys per a orquestra (1958)
- Koncert per a oboè, clarinet, fagot i orquestra (1958)
- La femme têtue, ballet radiofònic (1958)
- Mazurek per a orquestra (1959)
- Wskrzeszenie Łazarza per a orquestra (1960)
- Taniec per a orquestra (1960)
- Kantata per a veus femenines i orquestra de cambra (1960)
- Indicatifs per a orquestra (1960)
- Intermezzo per a orquestra (1961)
- Allegretto per a fagot i piano o orquestra (1962)
- Cudowna podróż Suzanne Michel per a orquestra de cambra, cor i solistes (1962)
- Kołysanka dla Clémentine per a orquestra (1964)
- Pater noster per a veu i orque (1966)
- Dwa utwory per a Ones Martenot (1968)
- Muzyka na smyczki (1970)
- Sześć szkiców per a orquestra de cambra (1972)